# Epifanio González
Epifanio González (Itapé-Guairá, Paraguay, 19 de enero de 1958) es un exárbitro de fútbol paraguayo.
Fue árbitro FIFA, siendo parte de los jueces en la Copa Mundial de Fútbol de 1998.
Estuvo casado con María Lucía Cabrera (+), hasta el 2019.
Hijos: 
Nathualia González influencer y conductora de televisión, Carlos González y Patricia González.
Pareja actual Elvira Benítez, conductora de radios y promotora de la cultura paraguaya.